# 有馬のハルニレ

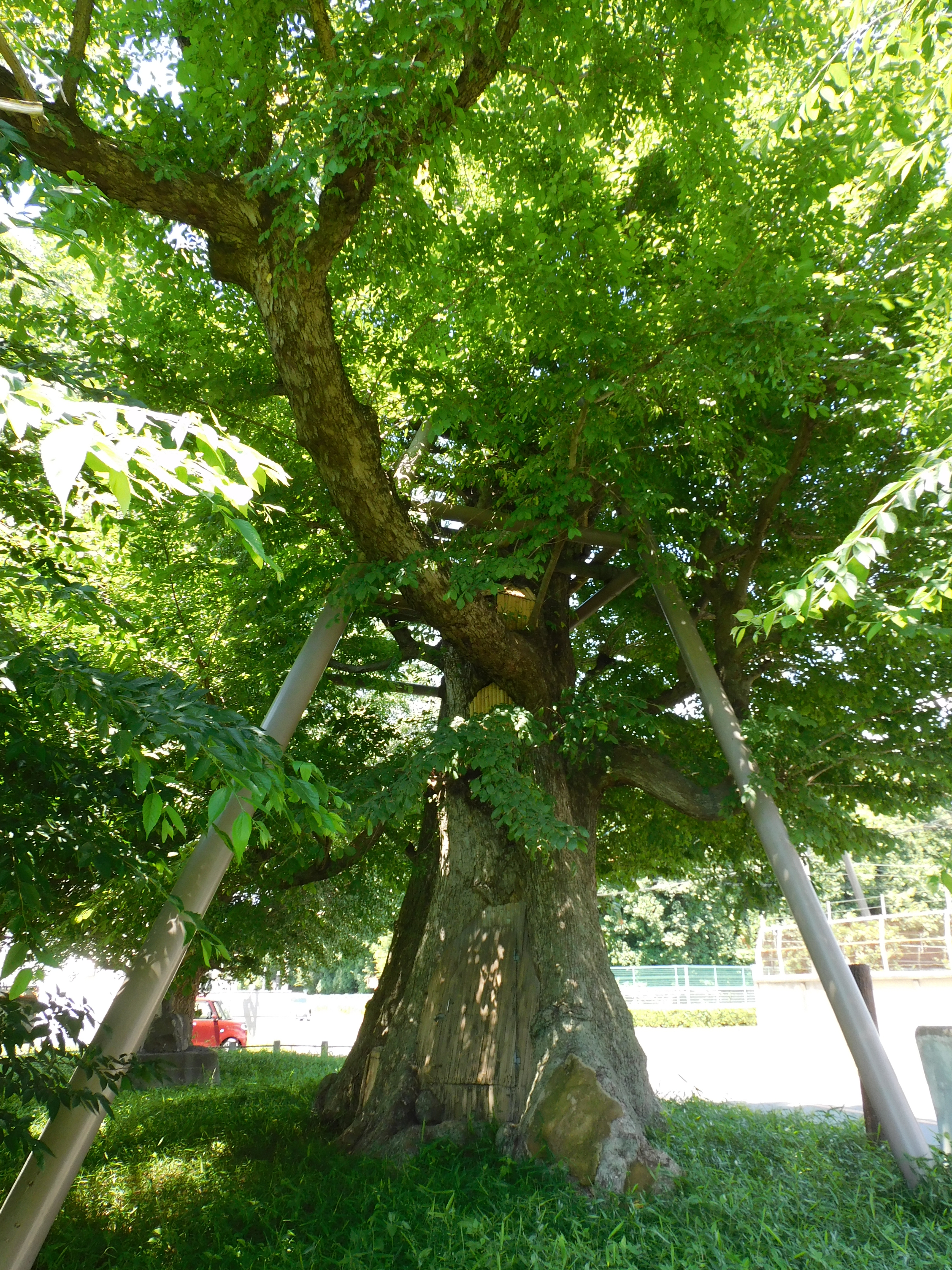
有馬のハルニレ（2023年6月17日）

有馬のハルニレ（ありまのハルニレ）は、神奈川県海老名市に生育するハルニレの巨木である。江戸時代の医師、半井驢庵（なからい ろあん）が朝鮮半島から持ち帰って屋敷の門前に植樹したうちの1本といい、「なんじゃもんじゃ」の通称で親しまれている。1954年（昭和29年）に神奈川県の天然記念物、1984年（昭和59年）には「かながわ名木100選」に選定された。1988年（昭和63年）に環境庁により行われた「日本の巨樹・巨木林調査」では、ハルニレの中で幹周りが全国第1位の巨木であるとされた。根元の空洞や大枝の先端の折損などの被害がみられるものの、海老名市は樹木医による樹木診断や土壌の改良などの対策を続けている。

## 由来

### 木の来歴と半井驢庵
神奈川県道406号を起点の綾瀬市吉岡・海老名市本郷信号交差点から終点の海老名市国分南信号交差点方面に進んでいくと、やがて左側に大きな木が姿を見せる。この木が有馬のハルニレで、木の名称に冠されている「有馬」は、この付近の旧村名である。樹齢は推定で350年以上、樹高20メートル、幹周りは7.2メートルを測る。幹は地上6メートルあたりで分岐するが、一方の幹は切断されている。幹には大人が数人入れるほどの空洞があってトンネル状になっているが、この空洞は保護のために建仁寺垣で覆われている。

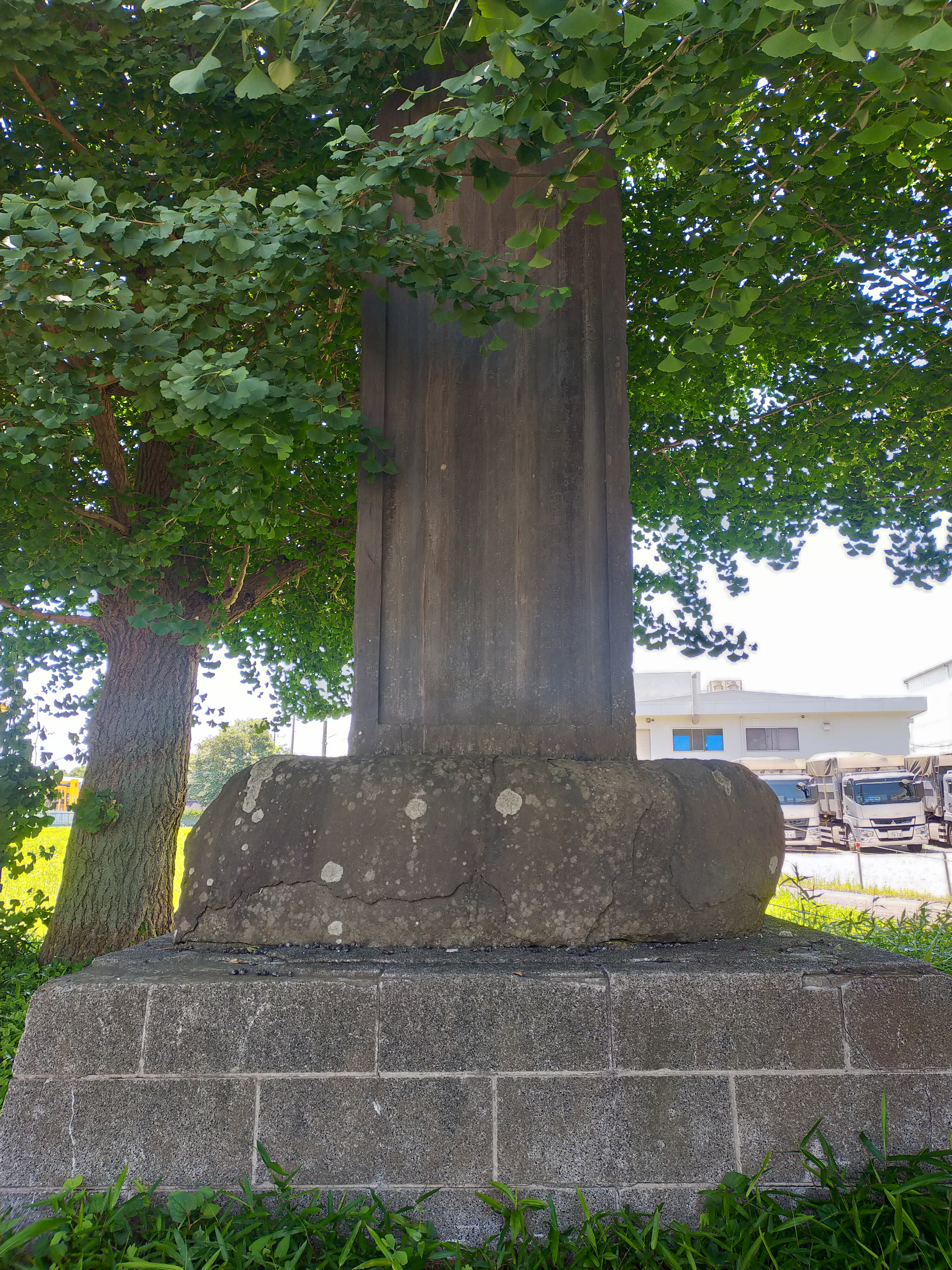
「驢庵半井瑞寿館阯之碑」（2023年6月17日）

この木の生育している場所は、江戸時代の医師、半井驢庵成近の屋敷跡と伝わり、木のすぐ近くには「驢庵半井瑞寿館阯之碑」が残っている。半井家は医業で朝廷などに仕えた和気氏に連なる一族で、祖は和気清麻呂までさかのぼる。半井家の初代となった和気明親は、半井の姓と驢庵という号を天皇から下賜された。それから2代光成、3代成信と続き、4代目驢庵の成近が1624年（寛永元年）徳川将軍家に召されて3代将軍家光の侍医となった。
4代目驢庵は名医として世評が高い人物で、家光への施薬の功などによって1633年（寛永9年）10月には本郷村に1000石を加増された。1841年（天保12年）の『新編相模国風土記稿』本郷村の記述によれば、驢庵の屋敷は東西百九十二間、南北百七十六間余に及んだというが、この地は慶安年間に開墾されて畑地となった。
驢庵の屋敷跡には2本のハルニレの木が生育していた。この2本は驢庵が朝鮮半島から持ち帰って屋敷の門の両側に植えたものと伝えられる。別の説では、屋敷の鬼門除けとして植えたものといわれる。そのうち1本は明治初年ごろ（明治17年ごろという異説あり）に焼失し、1本のみが残った。
近在の人々はこの木を「なんじゃもんじゃ」と呼んで親しんでいた。ハルニレは沖縄を除く日本全土に生育するが、分布自体は北海道などの寒冷地に多い。そのため、この近辺ではめったに見かけないこともあって木の種類がわからなかったので「なんじゃもんじゃ」と呼んだという。
往時のこの付近は広大な野原で遠くが見渡せなかったため、この木はよい目標物となった。往来の旅人たちは木の姿を眺めて用田の宿も近い、厚木や国分の宿もあと少しだ、と元気づけられたという。そして樹皮を煎じて飲むと安産になるという言い伝えもあった。かつては地元にある有馬小学校に通う児童たちの遠足の目的地であり、写生の題材ともなっていた。
有馬のハルニレは、1954年（昭和29年）7月27日に神奈川県の天然記念物となった。ついで1984年（昭和59年）には、「かながわ名木100選」にも選定されている。
1977年（昭和52年）に海老名史跡探勝会や画家の小島ハル子、そして市内在住の絵画グループなどの協力を得て「海老名郷土かるた」が作成された。有馬のハルニレと屋敷跡については「なんじゃもんじゃ そびえる 驢庵屋敷跡」という札が作られた。この札の文が書かれた擬木柱が木の近くに建てられている。

### 日本最大のハルニレ、そして保護

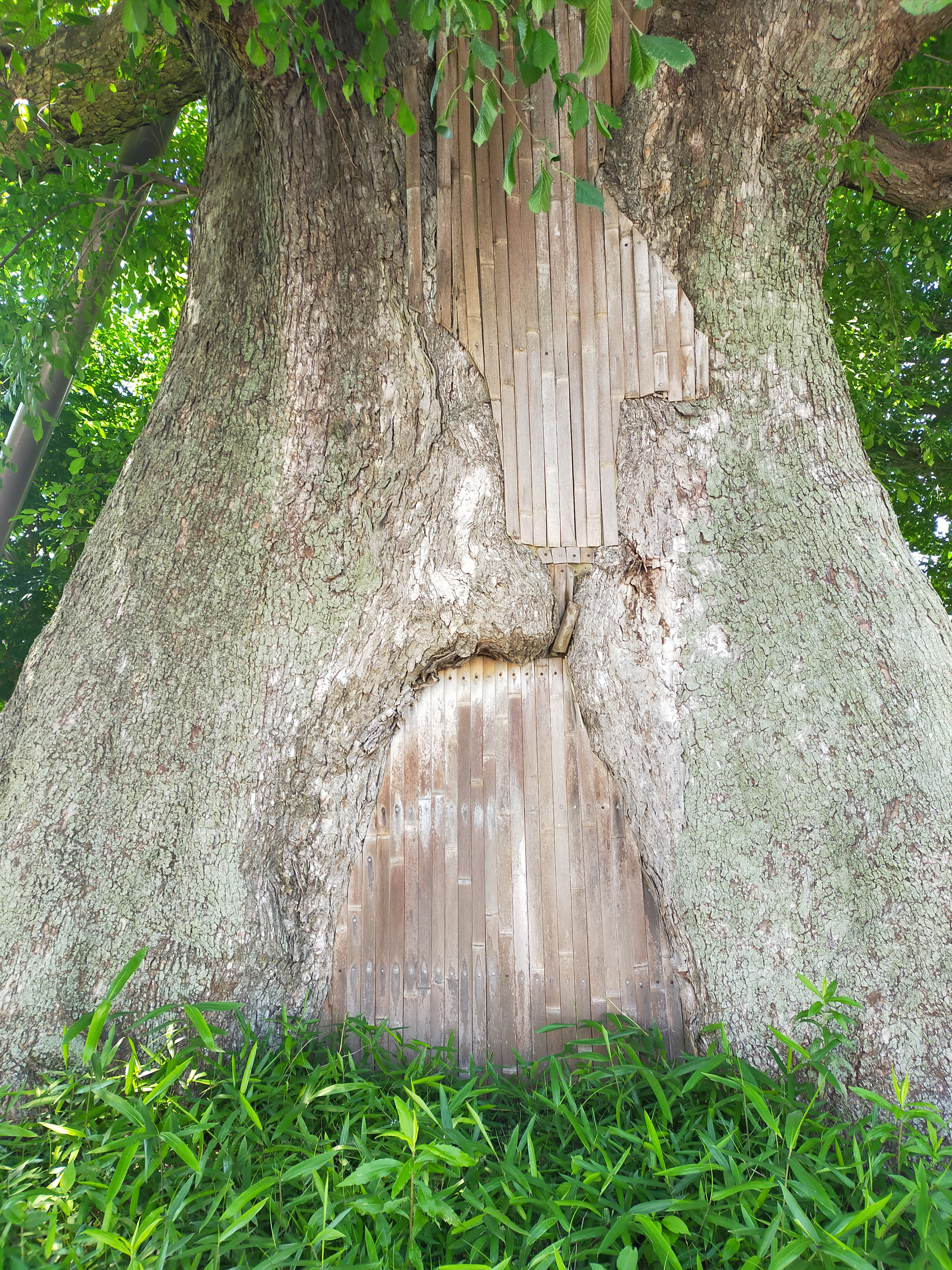
幹部分。空洞を建仁寺垣で塞いであるのが見て取れる。（2023年6月17日）

有馬のハルニレは、1988年（昭和63年）に環境庁により行われた「日本の巨樹・巨木林調査」では、ハルニレの中で幹周りが全国第1位の巨木であるとされた。環境庁の測定によれば、幹周は716センチメートルあり、全国第2位の岩手県西根町のハルニレ（幹周670センチメートル）を大きく上回っていた。
その後、青森県十和田市に生育する「板根ハルニレ」（幹周755センチメートル）の存在が判明し、有馬のハルニレを抜いて日本一と報告された。ただし、こちらのハルニレは樹高が40メートルあってその幹を支えるために板根が発達したものであり、板根の部分で測定したために数値が大きくなっていた。そこで写真家の宮誠而が2010年（平成22年）に地上1.3メートルの部分を基準として測定しなおしたところ、幹周は8.2メートルとなって再び日本一のハルニレであることが証明された。
有馬のハルニレは空洞となった幹の腐朽や倒木の可能性が指摘され、1994年（平成6年）度から樹木医による診断や土壌の改良、剪定などの保護措置が実施されてきた。2007年（平成19年）4月26日の樹木医の診断によると、樹勢は幾分影響を受けているがあまり被害は見られず、樹形にも若干の乱れがあるが自然に近かった。被害としては、大枝先端の折損と幹部分の空洞、そして支柱の巻き込みが見られた。
木の管理者でもある海老名市は、2008年（平成20年）度から2010年（平成22年）度にかけて幹の内部の修理や枝の剪定を行うなど、継続して保護に努めている。これらの対策が功を奏して、樹勢は回復している。

## 交通アクセス
所在地
- 神奈川県海老名市本郷3881[2][9]

交通
- 海老名駅から車で約20分[2]。